# Cyrano de Bergerac (filme de 1990)
Cyrano de Bergerac é um filme francês de 1990 dirigido por Jean-Paul Rappeneau, baseado na peça de teatro homônima de 1897, de Edmond Rostand. Foi indicado para um Oscar de melhor filme estrangeiro.
No 43º Festival de Cannes, Gérard Depardieu ganhou o prêmio de melhor ator.